# Урюпінська сільська рада
Урю́пінська сільська рада (рос. Урюпинский сельский совет) — сільське поселення у складі Алейського району Алтайського краю Росії.
Адміністративний центр — село Урюпіно.

## Населення
Населення — 656 осіб (2019; 647 в 2010, 705 у 2002).

## Склад
До складу сільської ради входять:
| Населений пункт                       | Населення, осіб (2002) | Населення, осіб (2010) |
| ------------------------------------- | ---------------------- | ---------------------- |
| Желєзнодорожна Казарма 363 км, селище | 14                     | 9                      |
| Урюпіно, село                         | 691                    | 638                    |